# روز جهانی آگاهی از سونامی

روز جهانی آگاهی از سونامی (انگلیسی: World Tsunami Awareness Day) رویدادی سالانه است که در ۵ نوامبر برگزار می‌شود و هدف آن آگاهی‌افزایی دربارهٔ پیامدهای خطرناک سونامی و اهمیت آمادگی برای سونامی و هشدارهای زودهنگام است. این روز در سال ۲۰۱۵ با قطعنامه ۲۳/۷۰ مجمع عمومی سازمان ملل متحد بنیان‌گذاری شد. در این روز، رویدادهایی در کشورهای مختلف برگزار می‌شود و مردم تشویق می‌شوند تا از طریق رسانه‌های اجتماعی آگاهی‌رسانی کنند.
آگاهی از سونامی از اهمیت بالایی برخوردار است، زیرا در ۱۰۰ سال گذشته ۵۸ سونامی رخ داده که در مجموع بیش از ۲۶۰٬۰۰۰ قربانی بر جای گذاشته است. بین سال‌های ۱۹۹۸ تا ۲۰۱۸، حدود ۲۰۰ میلیارد دلار خسارت اقتصادی ناشی از سونامی‌ها ثبت شده است. خطر افزایش تلفات سونامی در آینده به دلیل تأثیرات ترکیبی کناره و افزایش سطح آب دریاها وجود دارد.
موضوع رسمی روز جهانی آگاهی از سونامی ۲۰۲۲، «#GetToHighGround» بود که مردم را تشویق می‌کرد تا تمرین‌های تخلیه سونامی را انجام دهند. در این راستا، پیاده‌روی‌هایی در پرتغال و موریس سازمان‌دهی شد.

## تاریخچه
روز جهانی آگاهی از سونامی در ۲۲ دسامبر ۲۰۱۵ با قطعنامه ۲۳/۷۰ مجمع عمومی سازمان ملل متحد بنیان‌گذاری شد. این تاریخ به پیشنهاد هیئت نمایندگی ژاپن انتخاب شد، زیرا با روز داستان سنتی ژاپنی آتش خوشه‌های برنج هم‌زمان است که به اقدامات هاماگوچی گوریو اشاره دارد.
هاماگوچی گوریو دهکده خود، زیارتگاه هیرو هچیمان را از سونامی ناشی از زلزله نانکای (۱۸۵۴) با سوزاندن خوشه‌های برنج خود نجات داد تا مردم را به مکان امن هدایت کند.
یوکی ماتسوئوکا، رئیس دفتر سازمان ملل متحد برای کاهش خطرات بلایا در ژاپن، در این رابطه اظهار داشت:
به‌جای انتخاب روزی یادبود یا فاجعه‌بار مانند ۱۱ مارس یا ۲۶ دسامبر، ۵ نوامبر به‌عنوان روزی «رو به آینده» انتخاب شد، روزی که بسیاری از جان‌ها به دلیل اقدامات پیشگیرانه نجات یافتند.
هاماگوچی گوریو بعدها دیواری به ارتفاع ۵ متر ساخت که دهکده را از سونامی زمین‌لرزه ۱۹۴۶ نانکایدو محافظت کرد. اقدام او، همراه با استخدام بازماندگان سونامی برای ساخت این دیوار، باعث شد که به نمادی از آگاهی، پیشگیری و بازسازی پس از سونامی تبدیل شود.